# Meranges
Meranges – gmina w Hiszpanii,  w Katalonii, w prowincji Girona, w comarce Baixa Cerdanya.
Powierzchnia gminy wynosi 37,33 km². Zgodnie z danymi INE, w 2005 roku liczba ludności wynosiła 88, a gęstość zaludnienia 2,24 osoby/km². Wysokość bezwzględna gminy równa jest 1539 metrów. Współrzędne geograficzne Isovol to 42°26'52"N 1°47'19"E. Kod pocztowy do gminy to 17539. Burmistrzem Meranges jest Esteve Avellanet i Tarrés.

## Liczba ludności z biegiem lat
- 1991 – 64
- 1996 – 70
- 2001 – 79
- 2004 – 85
- 2005 – 88

## Miejscowości
W skład gminy Meranges wchodzą dwie miejscowości, w tym miejscowość gminna o tej samej nazwie:
- Girul – liczba ludności: 13
- Meranges – 75